# فهرست کشورها بر پایه سرانه تولید ناخالص داخلی

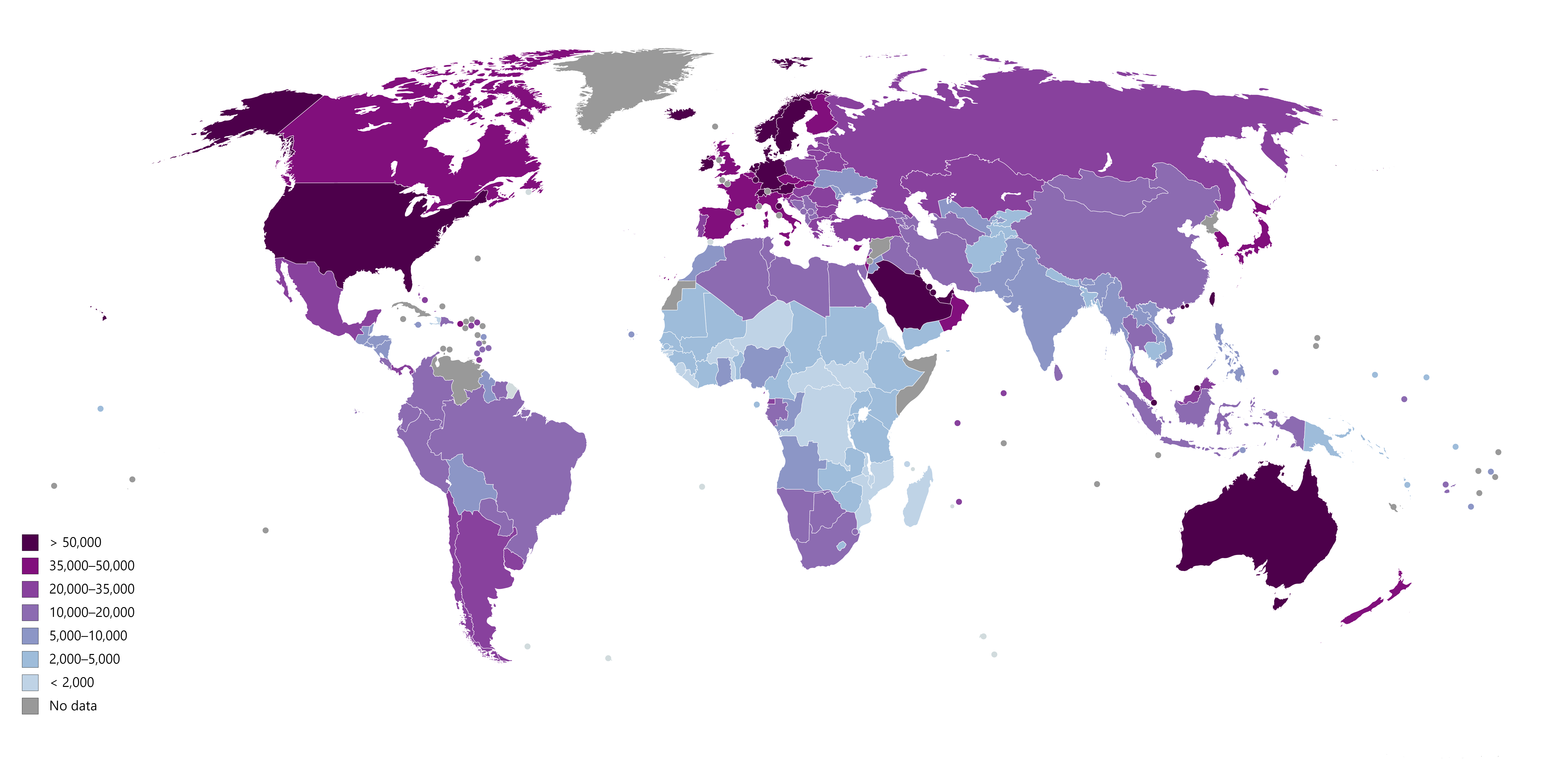
فهرست کشورها بر پایه تولید ناخالص داخلی (برابری قدرت خرید) در سال ۲۰۱۸

فهرست کشورها بر پایه سرانه تولید ناخالص داخلی کشورهای جهان را بر پایه سرانه تولید ناخالص داخلی فهرست می‌کند. فهرست‎‌ها ممکت است بر پایه تولید ناخالص داخلی اسمی یا تولید ناخالص داخلی بر اساس برابری قدرت خرید باشد. 
سرانه درآمد ناخالص ملی نیز درونشد‌ها و برونرفت‌های سرمایه خارجی را هم در نظر می‌گیرد. سنجه‌های نابرابری درآمد پخش و توزیع درآمد میان دارا و ندار (طبقات گوناگون اقتصادی) را اندازه‌گیری می‌‎کند. 

## فهرست‌ها
- فهرست کشورها بر پایه سرانه تولید ناخالص داخلی (اسمی)
- فهرست کشورها بر پایه سرانه تولید ناخالص داخلی (برابری قدرت خرید)
- فهرست کشورها بر پایه سرانه درآمد ناخالص داخلی (برابری قدرت خرید)